# Corynorhinus
Corynorhinus là một chi động vật có vú trong họ Dơi muỗi, bộ Dơi. Chi này được H. Allen miêu tả năm 1865. Loài điển hình của chi này là Plecotus macrotis Le Conte, 1831 (= Plecotus rafinesquii Lesson, 1827).

## Các loài
Chi này gồm các loài:
- Corynorhinus mexicanus G. M. Allen, 1916
- Corynorhinus rafinesquii (Lesson, 1827)
- Corynorhinus townsendii (Cooper, 1837)